# Liste der Monuments historiques im 3. Arrondissement (Paris)
Die Liste der Monuments historiques im 3. Arrondissement (Paris) führt die Monuments historiques im 3. Arrondissement der französischen Hauptstadt Paris auf.

## Liste der Bauwerke
| Bezeichnung                                                 | Beschreibung | Standort                                                             | Kennzeichnung | Schutzstatus          | Datum          | Bild           |
| ----------------------------------------------------------- | ------------ | -------------------------------------------------------------------- | ------------- | --------------------- | -------------- | -------------- |
| Archives nationales: Hôtel de Rohan und Hôtel de Soubise    |              | 58, rue des Archives 54, 56, 58, 60, rue des Francs-Bourgeois (Lage) | PA00086155    | Classé                | 1862           | weitere Bilder |
| Bäckerei                                                    |              | 29, rue de Poitou (Lage)                                             | PA00086101    | Inscrit               | 1984           |                |
| Boutique                                                    |              | 13, rue Michel-le-Comte (Lage)                                       | PA00086102    | Inscrit               | 1984           | weitere Bilder |
| Boutique                                                    |              | 67, rue de Turenne (Lage)                                            | PA00086103    | Inscrit               | 1925           | weitere Bilder |
| Boutique                                                    |              | 79, rue Vieille-du-Temple (Lage)                                     | PA00086104    | Inscrit               | 1925           |                |
| Café-Bar                                                    |              | 105, rue du Temple (Lage)                                            | PA00086105    | Inscrit               | 1984           |                |
| Telefonzentrale                                             |              | 106/108, rue du Temple (Lage)                                        | PA75030001    | Inscrit               | 1999           | weitere Bilder |
| Kapelle Saint-Julien-des-Enfants-Rouges                     |              | 90, rue des Archives (Lage)                                          | PA00086106    | Inscrit               | 1925           | weitere Bilder |
| Collège Pierre-Jean-de-Béranger                             |              | 5, 5bis, rue Béranger (Lage)                                         | PA00086107    | Inscrit               | 1987           | weitere Bilder |
| Couvent de la Merci                                         |              | 45, rue des Archives (Lage)                                          | PA00086108    | Inscrit               | 1984           | weitere Bilder |
| Schule                                                      |              | 3, rue Béranger (Lage)                                               | PA00086109    | Inscrit               | 1987           | weitere Bilder |
| Métroeingang von Hector Guimard der Station Temple          |              | Rue du Temple rue de Turbigo (Lage)                                  | PA00086229    | Inscrit               | 2016           |                |
| Kirche St-Denys-du-Saint-Sacrement                          |              | 68bis, rue de Turenne (Lage)                                         | PA75030003    | Classé                | 2014           | weitere Bilder |
| Sainte-Élisabeth-de-Hongrie                                 |              | (Lage)                                                               | PA00086110    | Classé                | 1937           | weitere Bilder |
| Saint-Nicolas-des-Champs                                    |              | (Lage)                                                               | PA00086111    | Classé                | 1887           | weitere Bilder |
| Stadtmauer von Philippe Auguste                             |              | 69, 71, rue du Temple (Lage)                                         | PA00086112    | Classé                | 1889           |                |
| Fontaine Boucherat                                          |              | 133, rue de Turenne (Lage)                                           | PA00086113    | Inscrit               | 1925           | weitere Bilder |
| Fontaine des Haudriettes                                    |              | 1, rue des Haudriettes (Lage)                                        | PA00086114    | Inscrit               | 1925           | weitere Bilder |
| Fontaine de Joyeuse                                         |              | 41, rue de Turenne (Lage)                                            | PA00086115    | Inscrit               | 1925           | weitere Bilder |
| Fontaine Popincourt                                         |              | 48, rue de Sévigné (Lage)                                            | PA00086116    | Inscrit               | 1961           | weitere Bilder |
| Hôtel                                                       |              | 101, 103, rue du Temple (Lage)                                       | PA00086165    | Inscrit               | 1964           |                |
| Hôtel d’Almeyras                                            |              | 30, rue des Francs-Bourgeois (Lage)                                  | PA00086117    | Classé                | 1978           | weitere Bilder |
| Hôtel Amelot de Chaillou                                    |              | 78, rue des Archives (Lage)                                          | PA00086118    | Inscrit               | 1980           | weitere Bilder |
| Hôtel Salé (heute Musée Picasso)                            |              | 5, rue de Thorigny (Lage)                                            | PA00086157    | Classé                | 1968           | weitere Bilder |
| Hôtel de Bassompierre                                       |              | 23, place des Vosges (Lage)                                          | PA00086124    | Classé Inscrit Classé | 1920 1953 1955 | weitere Bilder |
| Hôtel Beaubrun                                              |              | 17, 19, rue Michel-le-Comte (Lage)                                   | PA00086169    | Inscrit               | 1961           | weitere Bilder |
| Hôtel Beautru de la Vieuville                               |              | 6, rue Pastourelle (Lage)                                            | PA00086170    | Inscrit               | 1963           |                |
| Hôtel de Bérancourt                                         |              | 28, rue Charlot (Lage)                                               | PA00086119    | Inscrit               | 1964           | weitere Bilder |
| Hôtel Berruyer                                              |              | 4, rue du Parc-Royal (Lage)                                          | PA00086120    | Inscrit               | 1962           | weitere Bilder |
| Hôtel de Bonneval                                           |              | 14, 16, rue du Parc-Royal (Lage)                                     | PA00086122    | Inscrit               | 1961           | weitere Bilder |
| Hôtel du Cardinal de Richelieu                              |              | 21, place des Vosges (Lage)                                          | PA00086123    | Classé                | 1920 1958      | weitere Bilder |
| Musée Carnavalet                                            |              | 23, rue de Sévigné (Lage)                                            | PA00086125    | Classé Inscrit        | 1846 1984      | weitere Bilder |
| Hôtel Cornuel                                               |              | 7, rue Charlot (Lage)                                                | PA00086126    | Inscrit               | 1980           | weitere Bilder |
| Hôtel de Croisilles                                         |              | 12, rue du Parc-Royal (Lage)                                         | PA00086127    | Inscrit               | 1961           | weitere Bilder |
| Hôtel de Bondeville                                         |              | 4, rue des Haudriettes (Lage)                                        | PA00086121    | Inscrit               | 1961           | weitere Bilder |
| Hôtel Delisle-Mansart                                       |              | 22, rue Saint-Gilles (Lage)                                          | PA00086128    | Inscrit               | 1925           | weitere Bilder |
| Petit hôtel d’Estrées                                       |              | 70, rue des Gravilliers (Lage)                                       | PA00086132    | Inscrit               | 1982           | weitere Bilder |
| Hôtel Donon (heute Musée Cognacq-Jay)                       |              | 9, rue Payenne (Lage)                                                | PA00086129    | Classé                | 1984           | weitere Bilder |
| Hôtel de l’Escalopier                                       |              | 25, place des Vosges (Lage)                                          | PA00086130    | Classé                | 1956           | weitere Bilder |
| Hôtel d’Espinoy                                             |              | 28, place des Vosges (Lage)                                          | PA00086131    | Classé                | 1984           | weitere Bilder |
| Hôtel Gégault de Crisenoy                                   |              | 16, rue des Quatre-Fils (Lage)                                       | PA00086133    | Inscrit               | 1928           | weitere Bilder |
| Hôtel de Gourgues                                           |              | 52/54, rue de Turenne (Lage)                                         | PA00086134    | Inscrit               | 1926           | weitere Bilder |
| Hôtel du Grand Veneur                                       |              | 60, rue de Turenne (Lage)                                            | PA00086224    | Inscrit               | 1925           | weitere Bilder |
| Hôtel de Guénégaud                                          |              | 60, rue des Archives (Lage)                                          | PA00086135    | Classé                | 1962           | weitere Bilder |
| Hôtel d’Hallwyll                                            |              | 28, rue Michel-le-Comte (Lage)                                       | PA00086136    | Classé                | 1976           | weitere Bilder |
| Hôtel Hérouet                                               |              | 54, rue Vieille-du-Temple (Lage)                                     | PA00086138    | Classé                | 1908           | weitere Bilder |
| Hôtel d’Hozier                                              |              | 110, rue Vieille-du-Temple (Lage)                                    | PA00086137    | Inscrit               | 1987           | weitere Bilder |
| Hôtel Jean Bart                                             |              | 4, rue Chapon (Lage)                                                 | PA00086139    | Inscrit               | 1984           | weitere Bilder |
| Hôtel Le Ferron                                             |              | 20, rue des Quatre-Fils (Lage)                                       | PA00086140    | Inscrit               | 1961           | weitere Bilder |
| Hôtel Le Lièvre                                             |              | 4, 6, rue de Braque (Lage)                                           | PA00086141    | Inscrit               | 1953           | weitere Bilder |
| Hôtel Le Peletier de Saint-Fargeau                          |              | 29, rue de Sévigné (Lage)                                            | PA00086143    | Inscrit Classé        | 1925 1984      | weitere Bilder |
| Hôtel Le Pelletier de Souzy                                 |              | 76, rue des Archives (Lage)                                          | PA00086144    | Inscrit               | 1982           | weitere Bilder |
| Hôtel Lemarié d’Aubigny                                     |              | 15, rue Barbette (Lage)                                              | PA00086142    | Inscrit               | 1961           | weitere Bilder |
| Hôtel Libéral Bruant                                        |              | 1, rue de la Perle (Lage)                                            | PA00086145    | Classé                | 1964           | weitere Bilder |
| Hôtel du Lude                                               |              | 13, rue Payenne (Lage)                                               | PA00086146    | Inscrit               | 1961           | weitere Bilder |
| Hôtel de Marle                                              |              | 11, rue Payenne (Lage)                                               | PA00086147    | Inscrit               | 1961           | weitere Bilder |
| Hôtel Mégret de Sérilly                                     |              | 106, rue Vieille-du-Temple (Lage)                                    | PA00086148    | Inscrit               | 1961           | weitere Bilder |
| Hôtel de Michel Simon                                       |              | 70, rue des Archives (Lage)                                          | PA00086149    | Inscrit               | 1964           | weitere Bilder |
| Hôtel de Montmor                                            |              | 79, rue du Temple (Lage)                                             | PA00086150    | Inscrit               | 1925           | weitere Bilder |
| Hôtel de Montmorency                                        |              | 5, rue de Montmorency (Lage)                                         | PA00086151    | Inscrit               | 1925           | weitere Bilder |
| Hôtel Mortier de Sandreville                                |              | 26, rue des Francs-Bourgeois (Lage)                                  | PA00086152    | Classé                | 1981           | weitere Bilder |
| Hôtel de Percy                                              |              | 6, 8, 10, rue de Thorigny (Lage)                                     | PA00086153    | Classé                | 1964           | weitere Bilder |
| Hôtel de Pologne                                            |              | 65, rue de Turenne (Lage)                                            | PA00086154    | Inscrit               | 1975           | weitere Bilder |
| Hôtel de Saint-Aignan                                       |              | 71 bis 75, rue du Temple (Lage)                                      | PA00086156    | Classé                | 1988           | weitere Bilder |
| Hôtel Thirioux d’Arconville                                 |              | 22, rue des Quatre-Fils (Lage)                                       | PA00086158    | Inscrit               | 1961           | weitere Bilder |
| Hôtel de Tresmes                                            |              | 26, place des Vosges (Lage)                                          | PA00086159    | Classé                | 1956           | weitere Bilder |
| Hôtel de Vic                                                |              | 77, rue du Temple (Lage)                                             | PA00086160    | Inscrit               | 1974           | weitere Bilder |
| Hôtel de Vigny                                              |              | 10, rue du Parc-Royal (Lage)                                         | PA00086161    | Inscrit               | 1928           | weitere Bilder |
| Altes Hôtel de Vitry                                        |              | 14, 14bis, rue des Minimes (Lage)                                    | PA00086162    | Inscrit               | 1961           | weitere Bilder |
| Hôtel de Vitry                                              |              | 24, place des Vosges (Lage)                                          | PA00086163    | Classé                | 1920           | weitere Bilder |
| Hôtel de Vouvray                                            |              | 6, rue du Parc-Royal (Lage)                                          | PA00086164    | Inscrit               | 1961           | weitere Bilder |
| Gebäude                                                     |              | 7, rue Bailly (Lage)                                                 | PA00086166    | Inscrit               | 1928           |                |
| Gebäude                                                     |              | 7, rue des Gravilliers (Lage)                                        | PA00086167    | Inscrit               | 1961           | weitere Bilder |
| Gebäude                                                     |              | 15, rue Michel-le-Comte (Lage)                                       | PA00086168    | Inscrit               | 1961           | weitere Bilder |
| Gebäude                                                     |              | 65, rue Quincampoix 64, rue Rambuteau (Lage)                         | PA00086171    | Inscrit               | 1974           | weitere Bilder |
| Gebäude                                                     |              | 66, rue Quincampoix 62, rue Rambuteau (Lage)                         | PA00086172    | Inscrit               | 1974           | weitere Bilder |
| Gebäude                                                     |              | 67, rue Quincampoix (Lage)                                           | PA00086173    | Inscrit               | 1974           | weitere Bilder |
| Gebäude                                                     |              | 68, rue Quincampoix (Lage)                                           | PA00086174    | Inscrit               | 1974           | weitere Bilder |
| Gebäude                                                     |              | 69, rue Quincampoix (Lage)                                           | PA00086175    | Inscrit               | 1974           |                |
| Gebäude                                                     |              | 70, rue Quincampoix (Lage)                                           | PA00086176    | Inscrit               | 1974           |                |
| Gebäude                                                     |              | 71, rue Quincampoix (Lage)                                           | PA00086177    | Inscrit               | 1974           |                |
| Gebäude                                                     |              | 72, rue Quincampoix (Lage)                                           | PA00086178    | Inscrit               | 1974           |                |
| Gebäude                                                     |              | 73, rue Quincampoix (Lage)                                           | PA00086179    | Inscrit               | 1974           |                |
| Gebäude                                                     |              | 75, rue Quincampoix (Lage)                                           | PA00086180    | Inscrit               | 1974           |                |
| Gebäude                                                     |              | 77, rue Quincampoix (Lage)                                           | PA00086181    | Inscrit               | 1974           |                |
| Gebäude                                                     |              | 78, rue Quincampoix (Lage)                                           | PA00086182    | Inscrit               | 1974           |                |
| Gebäude                                                     |              | 79, rue Quincampoix (Lage)                                           | PA00086183    | Inscrit               | 1974           |                |
| Gebäude                                                     |              | 83, rue Quincampoix (Lage)                                           | PA00086184    | Inscrit               | 1974           |                |
| Gebäude                                                     |              | 84, rue Quincampoix (Lage)                                           | PA00086185    | Inscrit               | 1974           |                |
| Gebäude                                                     |              | 88, rue Quincampoix (Lage)                                           | PA00086186    | Inscrit               | 1974           |                |
| Gebäude                                                     |              | 91, rue Quincampoix (Lage)                                           | PA00086187    | Inscrit               | 1974           |                |
| Gebäude                                                     |              | 99, rue Quincampoix (Lage)                                           | PA00086188    | Inscrit               | 1974           |                |
| Gebäude                                                     |              | 105, rue Quincampoix (Lage)                                          | PA00086189    | Inscrit               | 1974           |                |
| Gebäude                                                     |              | 107, rue Quincampoix (Lage)                                          | PA00086190    | Inscrit               | 1974           |                |
| Gebäude                                                     |              | 109, rue Quincampoix (Lage)                                          | PA00086191    | Inscrit               | 1974           |                |
| Gebäude                                                     |              | 111, rue Quincampoix 19, rue aux Ours (Lage)                         | PA00086192    | Inscrit               | 1974           |                |
| Gebäude                                                     |              | 17, rue Saint-Gilles (Lage)                                          | PA00086193    | Inscrit               | 1963           |                |
| Gebäude                                                     |              | 145, rue Saint-Martin (Lage)                                         | PA00086194    | Inscrit               | 1974           |                |
| Gebäude                                                     |              | 147, rue Saint-Martin (Lage)                                         | PA00086195    | Inscrit               | 1974 1984      |                |
| Gebäude                                                     |              | 149, rue Saint-Martin (Lage)                                         | PA00086196    | Inscrit               | 1974           |                |
| Gebäude                                                     |              | 151, rue Saint-Martin (Lage)                                         | PA00086197    | Inscrit               | 1974           |                |
| Gebäude                                                     |              | 155, rue Saint-Martin (Lage)                                         | PA00086198    | Inscrit               | 1974           |                |
| Gebäude                                                     |              | 160, rue Saint-Martin (Lage)                                         | PA00086199    | Inscrit               | 1974           |                |
| Gebäude                                                     |              | 163, rue Saint-Martin (Lage)                                         | PA00086200    | Inscrit               | 1974           |                |
| Gebäude                                                     |              | 165, rue Saint-Martin (Lage)                                         | PA00086201    | Inscrit               | 1974           |                |
| Gebäude                                                     |              | 167, rue Saint-Martin (Lage)                                         | PA00086202    | Inscrit               | 1974           |                |
| Gebäude                                                     |              | 169, rue Saint-Martin (Lage)                                         | PA00086203    | Inscrit               | 1974           |                |
| Gebäude                                                     |              | 175, 177, rue Saint-Martin (Lage)                                    | PA00086204    | Inscrit               | 1974           |                |
| Gebäude                                                     |              | 179, rue Saint-Martin (Lage)                                         | PA00086205    | Inscrit               | 1974           |                |
| Gebäude                                                     |              | 181, rue Saint-Martin (Lage)                                         | PA00086206    | Inscrit               | 1974           |                |
| Gebäude                                                     |              | 183, rue Saint-Martin (Lage)                                         | PA00086207    | Inscrit               | 1974           |                |
| Gebäude                                                     |              | 185, rue Saint-Martin (Lage)                                         | PA00086208    | Inscrit               | 1974           |                |
| Gebäude                                                     |              | 187, rue Saint-Martin 1 rue aux Ours (Lage)                          | PA00086209    | Inscrit               | 1974           |                |
| Gebäude                                                     |              | 50, rue des Tournelles (Lage)                                        | PA00086210    | Inscrit               | 1961           |                |
| Gebäude                                                     |              | 58, rue de Turenne (Lage)                                            | PA00086211    | Inscrit               | 1928           |                |
| Gebäude                                                     |              | 3, rue Volta (Lage)                                                  | PA00086212    | Inscrit               | 1959           |                |
| Gebäude                                                     |              | 37, rue Volta (Lage)                                                 | PA75030002    | Inscrit               | 2000           |                |
| Haus                                                        |              | 72, rue des Archives (Lage)                                          | PA00086214    | Inscrit               | 1928           |                |
| Haus                                                        |              | 11, rue Barbette (Lage)                                              | PA00086215    | Inscrit               | 1925           |                |
| Haus                                                        |              | 113, boulevard Beaumarchais (Lage)                                   | PA00086216    | Inscrit               | 1925           |                |
| Haus                                                        |              | 8, rue de Braque (Lage)                                              | PA00086217    | Inscrit               | 1925           |                |
| Haus                                                        |              | 62, rue Charlot (Lage)                                               | PA00086218    | Inscrit               | 1926           |                |
| Haus                                                        |              | 56, rue des Francs-Bourgeois (Lage)                                  | PA00086219    | Inscrit               | 1928           |                |
| Haus                                                        |              | 42, rue Meslay (Lage)                                                | PA00086220    | Inscrit               | 1925           |                |
| Haus                                                        |              | 49, rue Meslay (Lage)                                                | PA00086221    | Inscrit               | 1925           |                |
| Haus                                                        |              | 12, rue des Minimes (Lage)                                           | PA00086222    | Inscrit               | 1925           |                |
| Haus                                                        |              | 8, rue de Saintonge (Lage)                                           | PA00086223    | Inscrit               | 1926           |                |
| Haus                                                        |              | 76, rue de Turenne (Lage)                                            | PA00086225    | Inscrit               | 1928           |                |
| Haus                                                        |              | 137, rue Vieille-du-Temple (Lage)                                    | PA00086226    | Inscrit               | 1928           |                |
| Maison de Nicolas Flamel                                    |              | 51, rue de Montmorency (Lage)                                        | PA00086213    | Classé                | 1911           |                |
| Marché des Enfants-Rouges                                   |              | 35, 37, rue Charlot (Lage)                                           | PA00086227    | Inscrit               | 1982           |                |
| Marché du Temple                                            |              | Rue de Picardie (Lage)                                               | PA00086228    | Inscrit               | 1982           |                |
| Musée des arts et métiers (siehe auch St-Martin-des-Champs) |              | 270, 278, 292, rue Saint-Martin (Lage)                               | PA00086100    | Classé                | 1993           |                |
| Passage Molière                                             |              | 82, rue Quincampoix 157, 159, 161, rue Saint-Martin (Lage)           | PA00086230    | Inscrit               | 1974           |                |
| Passage Vendôme                                             |              | 1, 5, place de la République 16, 18, rue Béranger (Lage)             | PA00086231    | Inscrit               | 1987           |                |
| Pâtisserie                                                  |              | 180, rue du Temple (Lage)                                            | PA00086232    | Inscrit               | 1984           |                |
| Pavillon                                                    |              | 58, rue Charlot (Lage)                                               | PA00086233    | Inscrit               | 1984           |                |
| Synagoge der Rue Notre-Dame-de-Nazareth                     |              | 15, rue Notre-Dame-de-Nazareth (Lage)                                | PA00086234    | Inscrit Classé        | 1986 2019      |                |
| Temple de l’Humanité                                        |              | 5, rue Payenne (Lage)                                                | PA00086235    | Inscrit               | 1982           |                |
| Théâtre Déjazet                                             |              | 41, boulevard du Temple (Lage)                                       | PA00086238    | Inscrit               | 1990           |                |
| Théâtre Directoire                                          |              | 117, rue Vieille-du-Temple (Lage)                                    | PA00086236    | Inscrit               | 1972           |                |
| Théâtre de la Gaîté                                         |              | 3bis, rue Papin (Lage)                                               | PA00086237    | Inscrit               | 1984           |                |

## Liste der Objekte
- Monuments historiques (Objekte) in Paris in der Base Palissy des französischen Kultusministeriums